# Liste der Biosphärenreservate in Europa
Auf dieser Seite sind nach Staaten geordnet die Stätten in dem Kontinent Europa aufgelistet, die von der UNESCO im Rahmen des Programms Man and the Biosphere (MAB, Der Mensch und die Biosphäre) als Biosphärenreservat anerkannt wurden.
Die Zahl am Anfang jeder Zeile bezeichnet das Jahr der Anerkennung der Stätte als UNESCO-Biosphärenreservat.

## Albanien
- 2014 – Ohrid- und Prespasee (zusammen mit Mazedonien)

## Belarus
- Bjaresinskij (1978)
- Belaweschskaja Puschtscha (1993)
- Pribuzhskoye Polesie (2012, zusammen mit Polen und der Ukraine)

## Bulgarien
- 1977 – Alibotusch
- 1977 – Bajuwi Dupki-Dschindschiriza
- 1977 – Bistrischko Branischte
- 1977 – Dupkata
- 1977 – Kamtschija
- 1977 – Kupena
- 1977 – Mantariza
- 1977 – Parangaliza
- 1977 – Srebarna (2017 vergrößert)
- 1977 – Tscherwenata Stena (2017 vergrößert)
- 1977 – Tschuprene
- 1977 – Usunbodschak (2017 vergrößert)
- 2017 – Zentraler Balkan (Zusammenfügung von vier bestehenden Biosphärenreservaten)

ehemalige Biosphärenreservate in Bulgarien:
- 1977 – Boatin (2017 zurückgezogen und zusammengelegt zu Zentraler Balkan)
- 1977 – Dschendema (2017 zurückgezogen und zusammengelegt zu Zentraler Balkan)
- 1977 – Steneto (2017 zurückgezogen und zusammengelegt zu Zentraler Balkan)
- 1977 – Zaritschina (2017 zurückgezogen und zusammengelegt zu Zentraler Balkan)

## Dänemark
- 2017 – Moen

## Deutschland
- 1979 – Thüringer Wald (erweitert 1987, 1990, 2018)
- 1979 – Flusslandschaft Elbe
- 1990 – Berchtesgadener Land
- 1990 – Schleswig-Holsteinisches Wattenmeer und Halligen
- 1990 – Schorfheide-Chorin
- 1991 – Rhön
- 1991 – Spreewald
- 1991 – Südost-Rügen
- 1992 – Hamburgisches Wattenmeer
- 1992 – Niedersächsisches Wattenmeer
- 1992 – Pfälzerwald-Vosges du Nord
- 1996 – Oberlausitzer Heide- und Teichlandschaft
- 2000 – Schaalsee
- 2009 – Bliesgau
- 2009 – Schwäbische Alb
- 2017 – Schwarzwald

ehemalige Biosphärenreservate in Deutschland:
- Bayerischer Wald (1981–2007)

## Estland
- 1990 – Westestnischer Archipel

## Finnland
- 1992 – Nordkarelien (Erweiterung 2009)
- 1994 – Meeresarchipel

## Frankreich
- 1977 – Vallée du Fango (erweitert 1990)
- 1977 – Camargue (erweitert 2006)
- 1984 – Cevennen
- 1988 – Iroise
- 1988 – Nordvogesen (seit 1998 zusammen mit Deutschland)
- 1990 – Mont Ventoux
- 1997 – Luberon–Lure
- 1998 – Fontainebleau und Gâtinais
- 2012 – Flusslandschaft Dordogne
- 2013 – Marais Audomarois
- 2014 – Mont-Viso/Area della Biosfera del Monviso (grenzüberschreitend mit Italien)
- 2015 – Grotten von Gardon

## Griechenland
- 1981 – Samaria-Schlucht
- 1981 – Olymp

## Irland
- 1981 – North Bull Island
- 1982 – Killarney-Nationalpark

## Italien
- Collemeluccio-Montedimezzo (1977)
- Circeo (1977)
- Miramare (1979)
- Cilento und Vallo di Diano (1997)
- Somma-Vesuvio und Miglio d’Oro (1997)
- Ticino, Val Grande Verbano (2002 Parco naturale lombardo della Valle del Ticino, erweitert 2018)
- Toskanische Inseln (2003)
- Selve Costiere die Toscana (2004, 2016 vergrößert und umbenannt)
- Monte Viso (2014, grenzüberschreitend mit Frankreich)
- Sila (2014)
- Ledroalpen und Judikarien (2015)
- Po–Delta (2015)
- Toskanisch-emilianischer Apennin (2015)
- Collina Po (2016)
- Tepilora, Rio Posada und Montalbo (2017)
- Monte Peglia (2018)
- Valle Camonica – Alto Sebino (2018)
- Julische Alpen (2019)
- Po Grande (2019)
- Monte Grappa (2021)

## Kroatien
- Velebit (1977)
- Mur-Drau-Donau (2012, zusammen mit Ungarn)

## Lettland
- Nord-Vidzeme (1997)

## Litauen
- Žuvintas (2011)

## Moldau
- Unterer Pruth (2018)

## Montenegro
- Tara-Flussgebiet (1976)

## Niederlande
- Maasheggen (2018)

ehemaliges Biosphärenreservate in den Niederlanden:
- Wattenmeer (1986–2018)

## Nordmazedonien
- Ohrid- und Prespasee (2014, zusammen mit Albanien)

## Norwegen
- Nordhordland (2019)

ehemalige Biosphärenreservat in Norwegen:
- Nordost-Svalbard (1976–1997)

## Österreich
- Großes Walsertal (2000)
- Wienerwald (2005)
- Salzburger Lungau & Kärntner Nockberge (2012)
- Unteres Murtal (2019)

ehemalige Biosphärenreservate in Österreich:
- Gossenköllesee (1977–2014)
- Gurgler Kamm (1977–2014)
- Neusiedler See (1977–2016)
- Untere Lobau (1977–2016)

## Polen
- Babia Gora (1976, erweitert 1997 und 2001)
- Bialowieza (1976, erweitert 2005)
- Masurische Seen (1976, 2017 vergrößert und umbenannt, vorher Luknajno)
- Slowinski (1976)
- Karkonosze/Riesengebirge (1992, zusammen mit Tschechien)
- Tatra (1992, zusammen mit der Slowakei)
- Ostkarpaten (1998, zusammen mit Slowakei und Ukraine)
- Puszcza Kampinoska (2000)
- Tucheler Heide (2010)
- Westpolesien (2012, zusammen mit Belarus und der Ukraine)
- Roztocze (2019)

## Portugal
- Paúl do Boquilobo (1981)
- Insel Corvo (2007)
- Insel Graciosa (2007)
- Insel Flores (2009)
- Gerês (2009, zusammen mit dem galicischen Xurés)
- Berlengas archipelago (2011)
- Santana (Madeira) (2011)
- Iberica-Hochebene (2015, zusammen mit Spanien)
- Fajãs de São Jorge (2016)
- Tejo / Tajo (2016 zusammen mit Spanien)
- Castro Verde (2017)

## Rumänien
- Pietrosul Mare (1979)
- Nationalpark Retezat (1979)
- Donaudelta (1992, seit 1998 zusammen mit Ukraine)

## Russland
- Oka (1978, bis 2000 einschließlich Oka-Terrassen-Naturreservat; Okski)
- Zentrales Schwarzerde-Naturreservat (1978; Zentralnotschernosemny)
- Astrachan (1984; Astrachanski)
- Lappland (1984; Laplandski)
- Petschora-Ilytsch (1984; Petschora-Ilytschski)
- Woronesch (1984; Woroneschski)
- Zentrales Wald-Naturreservat (1985; Zentralnolesnoi)
- Tschornyje Semli (1993)
- Oka-Terrassen-NR (2000 als eigenständig ausgegliedert, seit 1978 als Teil des Oka-Biosphärenreservates; Prioksko-Terrasny)
- Nerussa-Desna-Polessje (2001; Nerusso-Desnjanskoje Polessje)
- Wodlosero (2001; Wodloserski)
- Darwin (2002; Darwinski)
- Nischegorodskoje Sawolschje (2002)
- Smolenskoje Poosjorje (2002)
- Ugra (2002)
- Kenosero (2004; Kenoserski)
- Waldai (2004; Waldaiski)
- Mittlere Wolga (2006; Srednewolschski)
- Wolga-Kama (2007, Teilgebiete Raifa-Wald und Sarali – Land zwischen den Flüssen bereits seit 2005; Bolschoi Wolschsko-Kamski)
- Rostow (2008; Rostowski)
- Wolga-Akhtuba Auenlandschaft (2011)
- Kizlyar-Bucht (2017)
- Metsola (2017)
- Uralgebirge (2018)
- Eltonsee (2019)

Anmerkung: Falls abweichend, steht in Klammern nach dem Jahr der Einrichtung die Transkription der jeweiligen russischen Bezeichnung.

## Schweden
- Kristianstads Vattenrike (2005)
- Archipel im Vänern-See (2010)
- Blekinge-Archipel (2011)
- Nedre Dalälven Flusslandschaft (2011)
- Vättersee (2012)
- Vindelälven-Juhtatdahka (2019)
- Voxnadalen (2019)

ehemalige Biosphärenreservate in Schweden:
- Torneträsk (1986–2010)

## Schweiz
- Schweizer Nationalpark (1979)
- Entlebuch (2001)

## Serbien
- Golija-Studenica (2001)
- Backo Podunavlje (2017)

## Slowakei
- Slovenský Kras (1977)
- Polana (1977)
- Tatra (1992, zusammen mit Polen)
- Ostkarpaten (1992, zusammen mit Polen, 1998 auch mit Ukraine)

## Slowenien
- Julische Alpen (2003)
- Karst (Südeuropa) (2004)
- Kozjansko und Obsotelje (2010)
- Mur (2018)

## Spanien
- Grazalema (1977)
- Ordesa-Viñamala (1977)
- Montseny (1978, vergrößert 2014)
- Doñana (1980)
- Mancha Húmeda (1980, vergrößert 2014)
- Sierras de Cazorla, Segura y Las Villas (1983)
- Marismas del Odiel (1983)
- Urdaibai (1984)
- Sierra Nevada (1986)
- Cuenca Alta del Río Manzanares (1992, 2019 erweitert)
- Menorca (1993, Änderung der Zonierung 2004, erweitert 2019)
- Sierra de las Nieves y su Entorno (1995)
- Kap Gata-Nijar (1997)
- Bardenas Reales (2000)
- Muniellos (2000, erweitert 2003, Teil von Gran Cantábrica)
- Somiedo (2000)
- Redes (2001)
- Sierra Morena Weidenlandschaft (2002)
- Terras do Miño (2002)
- Valle de Laciana (2003, Teil von Gran Cantábrica)
- Picos de Europa (2003, Teil von Gran Cantábrica)
- Monfragüe (2003)
- Valle de Jubera, Leza, Cidacos und Alhama (2003)
- Babia (2004, Teil von Gran Cantábrica)
- Área de Allariz (2005)
- Sierra del Rincón (2005)
- Los Valles de Omaña y Luna (2005, 2019 erweitert, Teil von Gran Cantábrica)
- Alto de Bernesga (2005, Teil von Gran Cantábrica)
- Los Argüellos (2005, Teil von Gran Cantábrica)
- Os Ancares Lucenses y Montes de Cervantes, Navia y Becerrea (2006, Teil von Gran Cantábrica)
- Los Ancares Leoneses (2006, Teil von Gran Cantábrica)
- Las Sierras de Béjar y Francia (2006)
- Interkontinentales Mittelmeerbiosphärenreservat (2006, zusammen mit Marokko)
- Rio Eo, Oscos y Terras Buron (2007)
- Gerês / Xurés (2009, zusammen mit Portugal)
- Las Ubinas–La Mesa (2012)
- Mariñas Coruñesas e Terras do Mande (2013)
- Terres de l’Ebre (2013)
- San Ildefonso–El Espinar (2013)
- Anaga-Gebirge (2015)
- Iberica-Hochebene (2015, zusammen mit Portugal)
- Tajo/Tejo (2016, zusammen mit Portugal)
- Ponga (2018)
- Alto Turia (2019)
- La Siberia (2019)
- Valle del Cabriel (2019)

## Tschechien
- Křivoklátsko (1977)
- Třeboňsko (1977)
- Untere March (als Pálava 1986 gegründet, erweitert und umbenannt 2003)
- Šumava (1990)
- Krkonoše/Karkonosze (1992, zusammen mit Polen)
- Bílé Karpaty (1996)

## Ukraine
- Askanija-Nowa (1985)
- Desna (2009)
- Donaudelta (1998, zusammen mit Rumänien)
- Karpaten (1992)
- Ostkarpaten (1998, zusammen mit Polen und Slowakei)
- Schwarzes Meer (1984)
- Rostotschtschja (2011)
- Schazk (2012, zusammen mit Polen und Belarus)

## Ungarn
- Aggtelek (1979)
- Fertő (1979)
- Hortobágy (1979)
- Kiskunság (1979)
- Pilis (1980)
- Mur-Drau-Donau (2012, zusammen mit Kroatien)

## Vereinigtes Königreich
- Wester Ross (1976, Erweiterung von Beinn Eighe 2016)
- Braunton Burrows-North Devon (1976, erweitert 2002)
- Biosffer Dyfi (1976, erweitert und neu benannt 2009)
- Galloway and southern Ayrshire (2012)
- Brighton and Lewes Downs (2014)
- Isle of Man (2016)
- Isle of Wight (2019)

ehemalige Biosphärenreservate im Vereinigten Königreich:
- Caerlaverock (1976–2002)
- Rùm-Insel (1976–2002)
- St. Kilda (1976–2002)
- Claish Moss (1977–2002)
- Taynish (1977–2010)
- Moor House-Upper Teesdale (1976–2012)
- Loch Druidibeag (1976–2013)
- North Norfolk Coast (1976–2014)